# Fata de la pagina 3

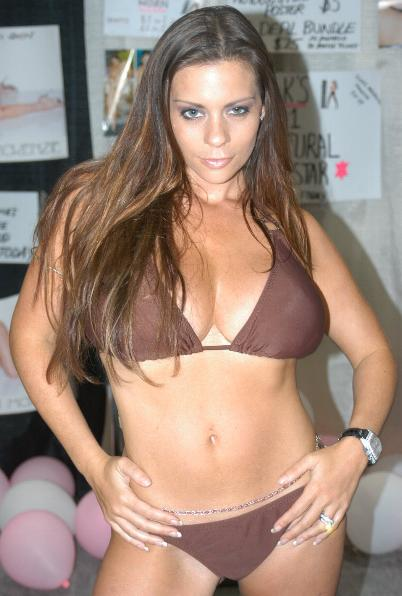
Linsey Dawn McKenzie

Fata de la pagina 3 (în engleză Page Three girl) este o rubrică din revistele de bulevard britanice, în care sunt prezentate fotografiile nude sau busturile unor modele. Asemenea poze sunt publicate de revistele The Sun, Daily Star și Daily Mirror. În aceste reviste pe lângă fotografiile erotice, mai sunt publicate narațiuni erotice și criminalistice. Ministrul britanic Clare Short a încercat să interzică această practică de publicare de fotografii nude. Ministrul a primit peste 3000 de scrisori de protest, iar încercarea ei a eșuat.

## Candidate
Rata șomajului care în Marea Britanie este în ascensiune, a făcut să crească numărul candidaților. Femeile motivează candidatura lor, prin speranța de a deveni fotomodele renumite. Printre protagonistele mai cunoscute sunt: Joanne Guest, Leilani Dowding, Samantha Fox, Gail McKenna, Kirsten Imrie, Keeley Hazell, Katie Price, Linsey Dawn McKenzie, Michelle Marsh și Vida Garman.

## Modele de la pagina 3
Născute în 1991–prezent
- Lacey Banghard
- Danielle Sharp

Născute în 1986–1990
- Kim Acourt
- Sylvia Barrie
- Louise Cliffe
- Lucy Collett
- Melissa Debling
- Cherry Dee
- Amy Diamond
- Helen Flanagan
- Jodie Gasson
- Katie Green
- Keeley Hazell
- Katia Ivanova
- Rosie Jones
- Holly Peers
- India Reynolds
- Rhian Sugden
- Peta Todd
- Madison Welch
- Chelsea White
- Iga Wyrwal

Născute în 1981–1985
- Carla Brown
- Sam Cooke
- Hayley-Marie Coppin
- Natalie Denning
- Katie Downes
- Amii Grove
- Sophie Howard
- Michelle Marsh
- Nicola McLean
- Natasha Mealey
- Lucy Pinder
- Lauren Pope
- Katie Richmond[1]
- Nicola Tappenden[2]

Născute în 1971–1980
- Jakki Degg[3]
- Leilani Dowding[1]
- Joanne Guest[1]
- Geri Halliwell
- Ruth Higham
- Jordan[1]
- Jodie Marsh
- Nell McAndrew
- Linsey Dawn McKenzie
- Melinda Messenger[2]
- Jayne Middlemiss
- Charmaine Sinclair
- Rachel Ter Horst

Născute în 1961–1970
- Melanie Appleby
- Debee Ashby
- Marina Baker
- Brigitte Barclay
- Deborah Corrigan[4]
- Tracey Elvik[5]
- Donna Ewin[3]
- Samantha Fox[2]
- Kirsten Imrie[1]
- Kathy Lloyd[1]
- Gail McKenna[3]
- Suzanne Mizzi[5]
- Corinne Russell[4]
- Gail Thackray
- Maria Whittaker[2]

Născute în 1951–1960
- Sian Adey-Jones[5]
- Nina Carter[2]
- Cherri Gilham
- Penny Irving
- Jilly Johnson[3]
- Joanne Latham
- Linda Lusardi[1]
- Carol Needham[4]
- Tula
- Jackie Sewell

Născute în 1941–1950
- Flanagan
- Vicki Hodge[5]
- Stephanie Marrian[5]